# Stazione di Kogane (Aichi)
La stazione di Kogane (黄金駅?, Kogane-eki) è una stazione che si trova nel quartiere di Nakamura-ku a Nagoya, in Giappone. Presso di essa passa la linea Kintetsu Nagoya, e fermano solamente i treni locali, con una frequenza media di 3 treni all'ora, che diventano 4 o 5 durante l'ora di punta.

## Linee
Ferrovie Kintetsu
■ Linea Kintetsu Nagoya

## Struttura
La stazione si trova in superficie, e dispone di due marciapiedi laterali con due binari passanti. Il fabbricato viaggiatori si trova sul lato del binario per Kuwana, ed è collegato al binario opposto da un sottopassaggio. Sono presenti inoltre tornelli di accesso automatici e servizi igienici.
| 1 | ■ Linea Kintetsu Nagoya | per Kanie, Kuwana, Yokkaichi, Tsu e Ise-Nakagawa |
| 2 | ■ Linea Kintetsu Nagoya | per Kintetsu-Nagoya                              |

## Stazioni adiacenti
| «                     | Servizio              | »                     |
| Linea Kintetsu Nagoya | Linea Kintetsu Nagoya | Linea Kintetsu Nagoya |
| --------------------- | --------------------- | --------------------- |
| Komeno                | Locale                | Kasumori              |
| Transito              | Semiespresso          | Transito              |
| Transito              | Espresso              | Transito              |